# Lista siturilor arheologice din județul Timiș - J
Lista siturilor arheologice din județul Timiș - J conține toate siturile arheologice din județul Timiș înscrise în Repertoriul Arheologic Național (RAN) și aflate în localități al căror nume începe cu litera J. RAN este administrat de Ministerul Culturii și Patrimoniului Național și cuprinde date științifice, cartografice, topografice, imagini și planuri, precum și orice alte informații privitoare la zonele cu potențial arheologic, studiate sau nu, încă existente sau dispărute.
Puteți căuta un sit din localitățile care încep cu litera J folosind formularul de mai jos sau puteți naviga prin toate siturile din județ la Lista siturilor arheologice din județul Timiș.
| Cod RAN                                | Denumire | Localitate                      | Adresă              | Datare                        | Descoperit | Coordonate                                    | Imagine           | Erori            |
| -------------------------------------- | --- | ------------------------------- | ------------------- | ----------------------------- | ---------- | --------------------------------------------- | ----------------- | ---------------- |
| 156570.01.01 (Cod LMI: TM-I-s-A-06067) | Fortificația medievală de la Jdioara - Cetate / ansamblu Cetatea Jdioarei (Categorie: locuire civilă) (Tip: Cetate de piatră)                              | sat Jdioara, comuna Criciova    | Cetate              | sec. XIII - XVI               |            | 45°37′42″N 22°07′05″E / 45.62833°N 22.11806°E | Încărcați imagine | Raportați eroare |
| 156124.01.01                           | Așezarea hallstattiană de la Jabăr / ansamblu anonim (Categorie: locuire) (Tip: așezare)                                                                   | sat Jabăr, comuna Boldur        |                     | Gornea-Kalakača               |            |                                               | Încărcați imagine | Raportați eroare |
| 156124.02.01                           | Situl arheologic de la Jabăr-Cotun / ansamblu anonim (Categorie: locuire) (Tip: așezare)                                                                   | sat Jabăr, comuna Boldur        | Cotun               |                               |            |                                               | Încărcați imagine | Raportați eroare |
| 156124.02.02                           | Situl arheologic de la Jabăr-Cotun / ansamblu anonim (Categorie: locuire) (Tip: așezare)                                                                   | sat Jabăr, comuna Boldur        | Cotun               |                               |            |                                               | Încărcați imagine | Raportați eroare |
| 156124.02.03                           | Situl arheologic de la Jabăr-Cotun / ansamblu anonim (Categorie: locuire) (Tip: așezare)                                                                   | sat Jabăr, comuna Boldur        | Cotun               | daco-romană sec.III-IV d.Chr. |            |                                               | Încărcați imagine | Raportați eroare |
| 156124.02.04                           | Situl arheologic de la Jabăr-Cotun / ansamblu anonim (Categorie: locuire) (Tip: așezare)                                                                   | sat Jabăr, comuna Boldur        | Cotun               | sec.VI-VIII d.Chr.            |            |                                               | Încărcați imagine | Raportați eroare |
| 156124.03.01                           | Așezarea daco-romană de la Jabăr / ansamblu anonim (Categorie: locuire) (Tip: așezare)                                                                     | sat Jabăr, comuna Boldur        |                     |                               |            |                                               | Încărcați imagine | Raportați eroare |
| 156124.04.01                           | Așezarea medievală de la Jabăr / ansamblu anonim (Categorie: așezare) (Tip: așezare)                                                                       | sat Jabăr, comuna Boldur        |                     | sec.X-XII d.Chr.              |            |                                               | Încărcați imagine | Raportați eroare |
| 156124.04.02                           | Așezarea medievală de la Jabăr / ansamblu anonim (Categorie: așezare) (Tip: așezare)                                                                       | sat Jabăr, comuna Boldur        |                     | sec.XIII-XIV d.Chr.           |            |                                               | Încărcați imagine | Raportați eroare |
| 156124.05.01                           | Descoperirea funerară de epocă neprecizată de la Jabăr / ansamblu anonim (Categorie: descoperire funerară) (Tip: Grup de movile)                           | sat Jabăr, comuna Boldur        |                     |                               |            |                                               | Încărcați imagine | Raportați eroare |
| 157371.01.01                           | Așezarea hallstattiană de la Jamu Mare / ansamblu anonim (Categorie: locuire) (Tip: așezare)                                                               | sat Jamu Mare, comuna Jamu Mare |                     |                               |            |                                               | Încărcați imagine | Raportați eroare |
| 157371.02.01                           | Așezarea daco-romană de la Jamu Mare / ansamblu anonim (Categorie: locuire) (Tip: așezare)                                                                 | sat Jamu Mare, comuna Jamu Mare |                     | daco-romană sec.II-III d.Chr. |            |                                               | Încărcați imagine | Raportați eroare |
| 156570.02.01                           | Descoperirea funerară de epocă neprecizată de la Jdioara-La Borghee. / ansamblu anonim (Categorie: descoperire funerară) (Tip: Grup de tumuli)             | sat Jdioara, comuna Criciova    | La Borghee          |                               |            |                                               | Încărcați imagine | Raportați eroare |
| 156570.03.01                           | Descoperirea funerară de la Jdiora / ansamblu anonim (Categorie: descoperire funerară) (Tip: Movilă)                                                       | sat Jdioara, comuna Criciova    |                     |                               |            |                                               | Încărcați imagine | Raportați eroare |
| 156570.04.01                           | Așezarea hallstattiană de la Jdioara / ansamblu anonim (Categorie: locuire) (Tip: așezare)                                                                 | sat Jdioara, comuna Criciova    |                     | Basarabi                      |            |                                               | Încărcați imagine | Raportați eroare |
| 156570.05.01                           | Așezarea de epocă romană de la Jdioara. / ansamblu anonim (Categorie: locuire) (Tip: așezare)                                                              | sat Jdioara, comuna Criciova    |                     | romană                        |            |                                               | Încărcați imagine | Raportați eroare |
| 157433.01.01                           | Așezarea de epoca bronzului de la Jebel / ansamblu anonim (Categorie: locuire) (Tip: așezare)                                                              | sat Jebel, comuna Jebel         |                     |                               |            |                                               | Încărcați imagine | Raportați eroare |
| 157433.02.01                           | Fortificația de epoca romană de la Jebel-Lunca, Seliște / ansamblu anonim (Categorie: fortificație) (Tip: Val de pământ)                                   | sat Jebel, comuna Jebel         | Lunca, Seliște      | romană                        |            |                                               | Încărcați imagine | Raportați eroare |
| 157433.03.01                           | Fortificația de epocă romană de la Jebel / ansamblu anonim (Categorie: fortificație) (Tip: Val de pământ)                                                  | sat Jebel, comuna Jebel         |                     | romană                        |            |                                               | Încărcați imagine | Raportați eroare |
| 157433.04.01                           | Descoperirea funerară de epocă daco-romană de la Jebel-Fabrica de Cărămidă / ansamblu anonim (Categorie: descoperire funerară) (Tip: Cimitir de înhumație) | sat Jebel, comuna Jebel         | Fabrica de Cărămidă | daco-romană sec.III-IV d.Chr. |            |                                               | Încărcați imagine | Raportați eroare |
| 157433.05.01                           | Așezarea de epocă daco-romană de la Jebel-Targium / ansamblu anonim (Categorie: locuire) (Tip: așezare)                                                    | sat Jebel, comuna Jebel         | Targium             | daco-romană                   |            |                                               | Încărcați imagine | Raportați eroare |
| 157433.06.01                           | Așezarea de epoca medievală timpurie de la Jebel / ansamblu anonim (Categorie: locuire) (Tip: așezare)                                                     | sat Jebel, comuna Jebel         |                     | sec.VII-IX d.Chr.             |            |                                               | Încărcați imagine | Raportați eroare |
| 155500.01.01                           | Descoperirea funerară de epocă neprecizată de la Jimbolia / ansamblu anonim (Categorie: descoperire funerară) (Tip: Necropolă de incinerație)              | oraș Jimbolia                   |                     |                               |            |                                               | Încărcați imagine | Raportați eroare |
| 155500.02.01                           | Așezarea daco-romană I de la Jimbolia / ansamblu anonim (Categorie: locuire) (Tip: așezare)                                                                | oraș Jimbolia                   |                     | daco-romană                   |            |                                               | Încărcați imagine | Raportați eroare |
| 155500.03.01                           | Așezarea daco-romană II de la Jimbolia / ansamblu anonim (Categorie: locuire) (Tip: așezare)                                                               | oraș Jimbolia                   |                     | daco-romană sec.III-IV d.Chr. |            |                                               | Încărcați imagine | Raportați eroare |
| 159099.01.01                           | Descoperirea funerară de epocă neprecizată de la Jupani-Gomilă / ansamblu anonim (Categorie: descoperire funerară) (Tip: Movilă)                           | sat Jupani, comuna Traian Vuia  | Gomilă              |                               |            |                                               | Încărcați imagine | Raportați eroare |